# Alta Murgia Nemzeti Park
Az Alta Murgia Nemzeti Park a Murge-fennsík északi, magasabb vidékét foglalja magába, Bari és Barletta-Andria-Trani megyék területén. A parkot 2004-ben alapították a vidék természeti kincseinek megőrzése céljából.

## Flóra
A vidék flórája sztyepp-jellegű. Jellegzetes növényei: Prunus-félék, varjútövis, körte-félék, molyhos tölgy, valamint számos orchidea.

## Faunája
A vidék állatvilága rendkívül gazdag: róka, vadnyúl, menyét, nyest, zöld gyík, áspisvipera, görög teknős, gekkófélék, szalamandrák.

## Települései
A park a következő települések területére terjed ki: Altamura, Andria, Ruvo di Puglia, Gravina in Puglia, Minervino Murge, Corato, Spinazzola, Cassano delle Murge, Bitonto, Toritto, Santeramo in Colle, Grumo Appula, Poggiorsini